# The Soul Cages
The Soul Cages – album skomponowany przez Stinga po śmierci ojca, piosenki z tej płyty są w pewnym sensie wspomnieniami z dzieciństwa, wyrażają emocje jakie czuł po stracie rodziców. Zdecydowanie najmroczniejszy album tego artysty.
Lista utworów
1. „Island of Souls”
2. „All This Time”
3. „Mad About You”
4. „Jeremiah Blues (Part 1)”
5. „Why Should I Cry for You?”
6. „Saint Agnes and the Burning Train”
7. „The Wild Wild Sea”
8. „The Soul Cages”
9. „When the Angels Fall”